# Косовский (хутор)
Косовский — хутор в Новоаннинском районе Волгоградской области России, в составе Деминского сельского поселения. Хутор расположен при балке Косой южнее хутора Деминский
Население — 98 (2010)

## История
Хутор относился к юрту станицы Дурновской Хопёрского округа Области Войска Донского. В Списке населённых мест Земли Войска Донского по переписи 1859 года хутор не значится. Согласно Списку населенных мест Области войска Донского по переписи 1873 года на хуторе насчитывалось 33 двора, в которых проживало 159 мужчин и 143 женщины
Согласно переписи населения 1897 года на хуторе проживали 190 мужчин и 196 женщин. Большинство населения было неграмотным: грамотных мужчин — 80 (42,1 %), грамотных женщин — 13 (6,6 %).
Согласно алфавитному списку населённых мест Области Войска Донского 1915 года земельный надел хутора составлял 1936 десятин, в населённом пункте проживали 257 мужчин и 259 женщин, имелись хуторское правление.
С 1928 года хутор в составе Новоаннинского района Хопёрского округа (упразднён в 1930 году) Нижне-Волжского края (с 1934 года — Сталинградского края,, с 1936 года Сталинградской области). До 1951 года хутор являлся центром Косовского сельсовета. На основании Указа Президиума Верховного Совета РСФСР от 27 декабря 1951 года Косовский и Деминский сельсоветы Ново-Анненского района были объединены в один Деминский сельский совет

## География
Хутор находится в степной местности, в пределах Хопёрско-Бузулукской равнины, являющейся южным окончанием Окско-Донской низменности, при вершине балки Косой, на высоте около 120 метров над уровнем моря. На севере граничит с хутором Деминский. Почвы - чернозёмы обыкновенные.
Географическое положение
По автомобильным дорогам расстояние до областного центра города Волгоград составляет 290 км, до районного центра города Новоаннинский — 40 км.
Часовой пояс
Косовский, как и вся Волгоградская область, находится в часовой зоне МСК (московское время). Смещение применяемого времени относительно UTC составляет +3:00.

## Население
Динамика численности населения по годам:
| 1873 | 1897 | 1915 | 1987 | 2002 |
| ---- | ---- | ---- | ---- | ---- |
| 302  | 386  | 516  | ≈160 | 115  |

| 2010 |
| ---- |
| 98   |